# فيلي نيلسون
فيلي نيلسون (بالإنجليزية: Willie Nelson)‏ (20 أبريل 1987 بكليفلاند في الولايات المتحدة - ) هو ملاكم أمريكي.

## إحصائيات
خاض خلال مسيرته 30 نزالا، فاز في 26 وتعادل في 1 وخسر في 3. فاز بالضربة القاضية في 16 نزالا.

## روابط خارجية
- فيلي نيلسون على موقع بوكس ريك (الإنجليزية) (registration required)